# Simon West

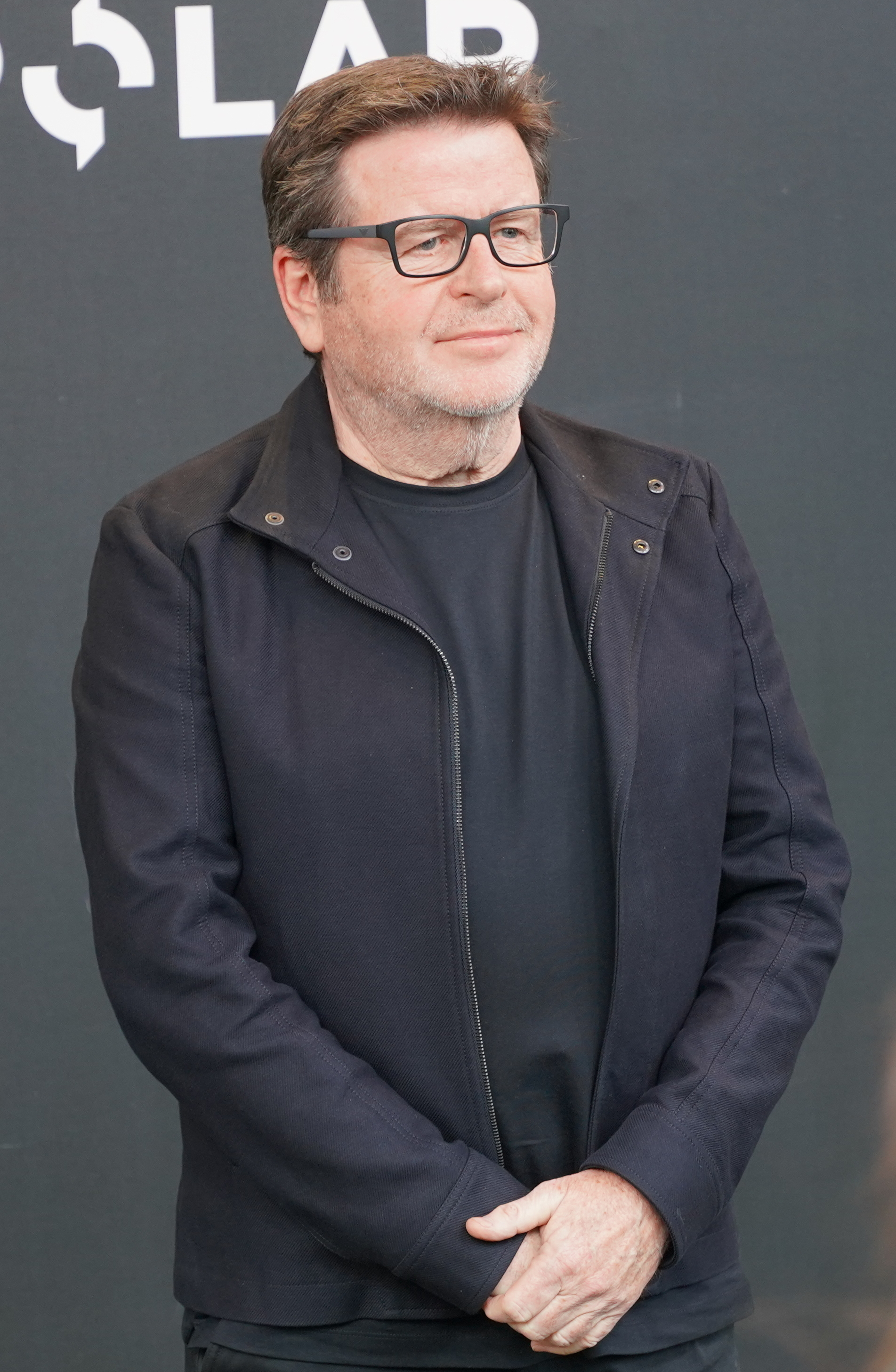
2025

Simon West, född 1961 i Letchworth Garden City i Hertfordshire, är en brittisk filmregissör och tidigare skådespelare, som bland annat regisserat Con Air (1997), Lara Croft: Tomb Raider (2001) och When a Stranger Calls (2006).
West medverkade som 13-åring som "John Walker" i filmen Swallows and Amazons från 1974. Filmen utgår från den första boken i äventyrsserien med samma namn, författad av Arthur Ransome 1930. West deltog i ytterligare en ungdomsfilm, i form av en TV-serie, som "Sam Leigh" i Sam and the River 1975.

## Filmografi i urval
- 1997 – Con Air
- 1999 – Generalens dotter
- 2001 – Lara Croft: Tomb Raider
- 2006 – When a Stranger Calls
- 2011 – The Mechanic
- 2012 – The Expendables 2
- 2012 – Stolen
- 2015 – Wild Card